# Ensemble national des valeureux œuvrant pour la liberté
L' Ensemble National des Valeureux Œuvrant pour la Liberté (ENVOL) est une formation politique en république démocratique du Congo. fondé le 9 juin 2011 par Delly Sesanga. Il fait partie de l´opposition congolaise.

## Histoire
Le parti politique ENVOL (Ensemble National des Valeureux Œuvrant pour la Liberté) est une formation politique de la République Démocratique du Congo (RDC) créée en 2010. Il a été officiellement reconnu par l’arrêté du Ministre de l’Intérieur no 072/2011 du 9 juin 2011.
Fondé par Delly Sesanga, ENVOL se positionne comme un parti d’opposition avec pour objectif la refondation du Congo. Son projet politique vise à instaurer un État moderne et efficace, capable de répondre aux aspirations du peuple congolais.
Depuis sa création, ENVOL s’est engagé dans diverses initiatives politiques et sociales. En 2016, le parti a rejoint la plateforme “Alternance pour la République” (AR), un regroupement de seize partis soutenant la candidature de Moïse Katumbi à l’élection présidentielle initialement prévue en 2016. Lorsque cette élection a été reportée à 2018 et que Katumbi a été empêché de se présenter, Delly Sesanga a apporté son soutien à la candidature de Félix Tshisekedi.

## Participation aux élections
Le parti politique ENVOL de la République Démocratique du Congo (RDC), dirigé par Delly Sesanga, a activement participé aux élections présidentielles de 2023. Lors du deuxième congrès du parti, tenu à Boma en octobre 2023, Delly Sesanga a été officiellement investi en tant que candidat à la présidence. Sa candidature a été déposée auprès de la Commission Électorale Nationale Indépendante (CENI) le 8 octobre 2023,.

## Jeunesse de l'ENVOL
La Ligue des Jeunes du parti politique ENVOL en République Démocratique du Congo (RDC) joue un rôle actif dans la mobilisation et la sensibilisation de la jeunesse congolaise. Cette structure est dédiée à l’engagement des jeunes dans les activités politiques et sociales du pays,.

## Développement et engagement
ENVOL est un parti politique qui prône une transformation profonde du pays à travers des valeurs de justice, de bonne gouvernance et de progrès socio-économique. ENVOL s’engage à promouvoir un État de droit, basé sur la transparence, l’efficacité institutionnelle et la lutte contre la corruption, l’éducation, la santé et l’emploi des jeunes.

## Vision
- Construire un Congo prospère et souverain, où chaque citoyen peut vivre dignement et contribuer au développement national.
- Faire de la RDC un acteur clé en Afrique et sur la scène internationale en valorisant ses ressources et en renforçant son influence géopolitique.
- Promouvoir une unité nationale forte, en dépassant les clivages ethniques et politiques pour un avenir commun.

## Membres notoires du parti
- Delly Sesanga Hipungu Dja Kaseng Kapitu
- Rodrigue Ramazani Bekola[9]
- Abraham Mukongo
- Viviane Makoma
- Fely Ronsard Kantanga
- Mohamed Eyenga
- Zing Zong
- Jean-Claude Dikuama
- Benoît Tchomba[10]